# Ichneumon varians
Ichneumon varians là một loài tò vò trong họ Ichneumonidae.